# بوليفيزيا معرفية
بوليفيزيا معرفية هي حالة تتواجد فيها أنواع مختلفة من المعرفة وإدراكات مختلفة جنبًا إلى جنب لدى نفس الفرد أو المجموعة. وكلمة بوليفازيا هي من اللغة الليونانية: polloi «الكثير»، phasis «الظهور».

## أصل المفهوم
في بحثه بشأن التمثيلات الشعبية للتحليل النفسي في فرنسا، لاحظ سيرج موسكوفيتشي أن أنماط تفكير مختلفة وحتى متناقضة حول نفس المسألة تتواجد معًا في كثير من الأحيان. في المجتمعات المعاصرة «يتحدث» الناس بلغات طبية ونفسية وتقنية وسياسية في حياتهم اليومية. وبتوسيع نطاق هذه الظاهرة إلى مستوى التفكير، يقترح سيرج أن «التعايش الديناميكي - التداخل أو التخصص - للطرائق المتميزة للمعرفة، المقابلة لعلاقات محددة بين الإنسان وبيئته، تحدد حالة البوليفيزيا المعرفية».

## الإرشاد والتطبيقات
الأنظمة الإدراكية لا تتطور عادة إلى حالة من الاتساق. فالأحكام تستند إلى مصطلحات تمثيلية تسود في أحد مجالات الاهتمام، في حين تلعب دورًا أقل أهمية في مجالات أخرى،؛ بمعنى أن الأفكار تميل إلى كونها متسقة محليًا وليست متسقة بشكل عام. ويواجه المعاصرون في المجتمعات الغربية وغير الغربية على حد سواء مجموعة متنوعة من الحالات التي تكون فيها أنماط تفكير معينة متسقة أكثر من غيرها. وبعضها أكثر فائدة في الأسرة وفي المسائل التي تنطوي على أقارب، وأخرى تكون أكثر ملاءمة في الحالات التي تنطوي على مسائل سياسية أو اقتصادية أو مجتمعية أو دينية أو علمية. والمعرفة والحديث يقعان دائمًا مع بعضهما.
وتتعارض التفسيرات العلمية في كثير من الأحيان مع التفسيرات اليومية القائمة على الحس العام. ومع ذلك، يميل الناس إلى تطبيق كلتا وسيلتي التفسير في حديثهم وذلك اعتمادًا على الجمهور والحالة الخاصة. ويمكن ملاحظة هذا مع القضايا المتعلقة بالصحة حيث أظهرت ساندرا جوفتشيفيلوفيتش وماري كلود جيرفايس كيف يحضر أعضاء من المجتمع الصيني إلى الأطباء الغربيين وفي نفس الوقت يستخدمون علاجات صينية تقليدية. في دراستهم بشأن عمليات التحديث في الطبقة الوسطى المثقفة في مدينة باتنا في الهند، بين فولفغانغ فاغنر وجيرارد دوفين وماتياس ثيميل وجيوتي فيرما سلوكًا مماثلاً فيما يتعلق بالصحة النفسية. وكان الخاضعون للدراسة أكثر ميلاً إلى ذكر أفكار تقليدية حول العلاج في السياقات الخاصة والعائلية مع عرض أفكار نفسية «حديثة» في السياقات العامة.
في ضوء [نظرية التمثيل الاجتماعي فإن مثل هذه التناقضات تسلط الضوء على دور النظم التمثيلية باعتبارها تخدم غرض العلاقة والانتماء الاجتماعي والتواصل في الحياة اليومية. وهذا يتناقض مع العلم الذي يهدف إلى التمثيلات الصحيحة القائمة على الحقائق للعالم وفقًا لمعايير الأدلة العلمية. وكلا نظامي المعرفة له نطاق الصحة الخاص به ولكنهما في نفس الوقت يتمتعان بالمرونة الكافية لتداخل بعضهما مع البعض في المواجهات الحوارية.